# Haenschia derama
Espèce
Haenschia derama est un insecte lépidoptère  de la famille des Nymphalidae, de la sous-famille des Danainae et du genre Pteronymia.

## Dénomination
Haenschia derama a été décrit par Richard Haensch en 1905 sous le nom initial de Pteronymia derama .

## Description
Haenschia derama est un papillon aux longues ailes antérieures à bord interne concave, aux ailes transparentes veinées de noir, bordées de noir sur le dessus, de marron sur le revers. 

## Écologie et distribution
Haenschia derama est présent en Colombie,.

### Protection
Pas de statut de protection particulier.